# Warwick Road, Earl’s Court
Warwick Road ist eine nordwärts führende innerstädtische Straße im Distrikt Earl’s Court im Royal Borough of Kensington & Chelsea in London. Die Straße wurde ab 1822 angelegt und wurde in den folgenden Jahrzehnten nach und nach südwärts erweitert bis  zur Old Brompton Road. Heute ist sie  Bestandteil einer wichtigen Süd-Nord-Verbindung in West-London.
Unter den Gebäuden an den Seiten der Straße sind der von Arup Associates entworfene Warwick Road Estate, Warren House, der westliche Zugang zur Earl’s Court Station sowie die Apartmentblöcke, die anstelle des alten Earls Court Exhibition Centre erbaut wurden.

## Lage
Die Warwick Road ist eine Einbahnstraße in nördlicher Richtung und liegt zwischen der Kreuzung von Kensington High Street und Holland Road im Norden und der Kreuzung von Old Brompton Road und Finborough Road im Süden. Sie wird von der  Cromwell Road gekreuzt, die westlich davon West Cromwell Road heißt, und eine Reihe von Seitenstraßen enden auf der Ostseite. Beide Enden der sichelförmigen Philbeach Gardens enden auf der westlichen Seite der Warwick Road.
Der Survey of London beschreibt den Charakter der  Warwick Road als Teil der A3220 als „weitgehend bestimmt durch ihre Rolle als Hauptverkehrsstraße“.

## Geschichte und Architektur

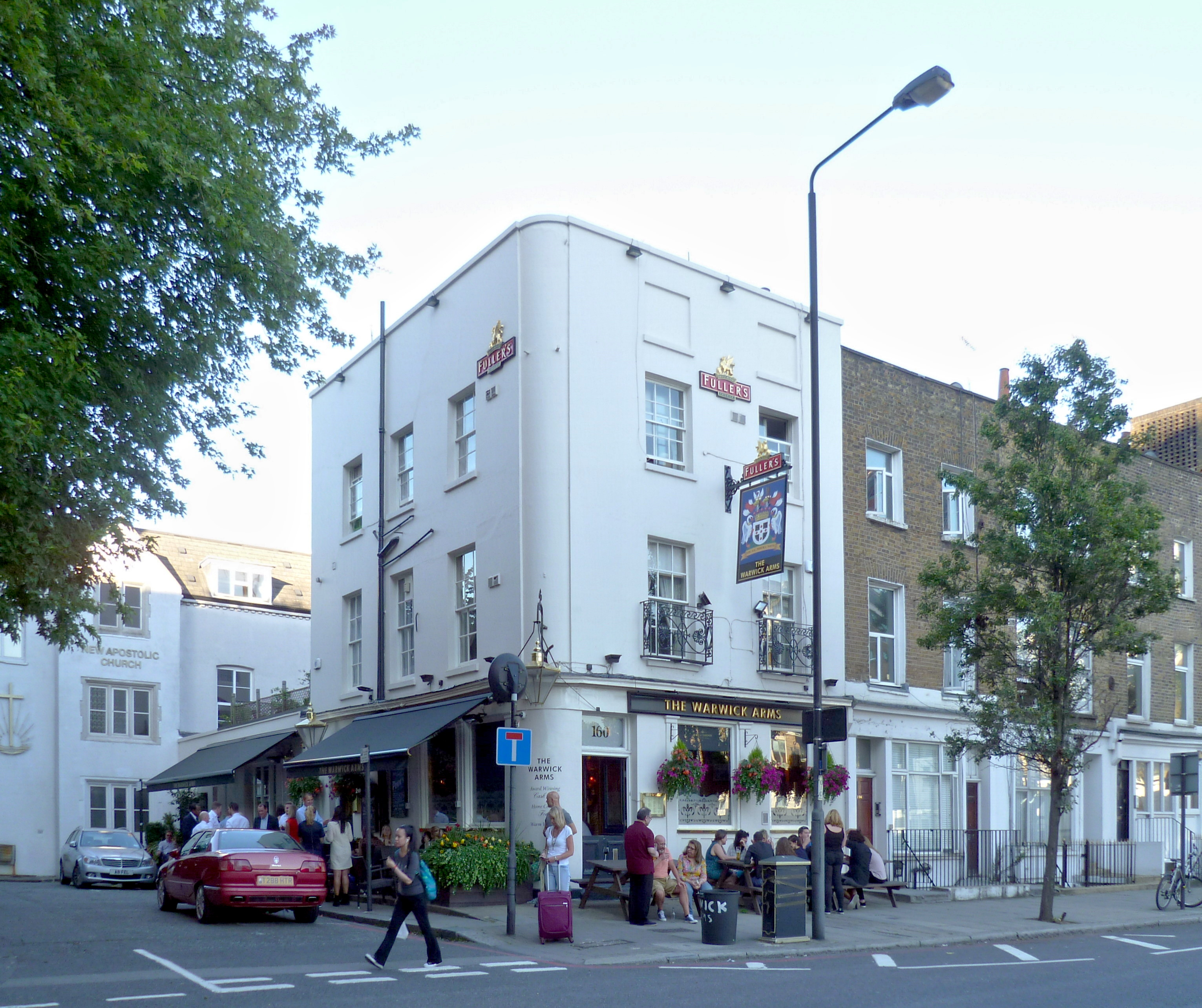
Das Gasthaus Warwick Arms

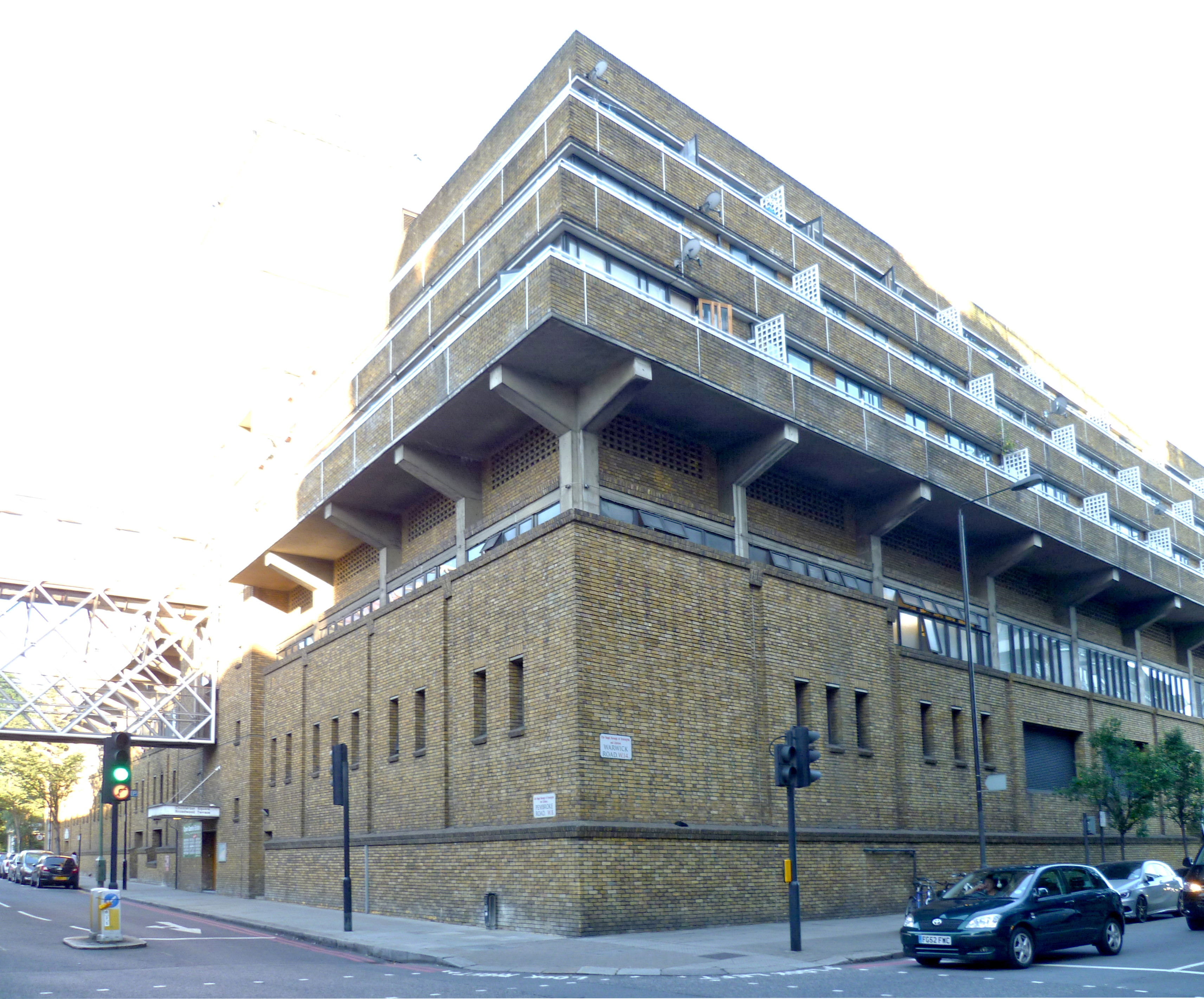
Der südliche Block des Warwick Road Estate mit der Fußgängerbrücke über die Pembroke Road (links)

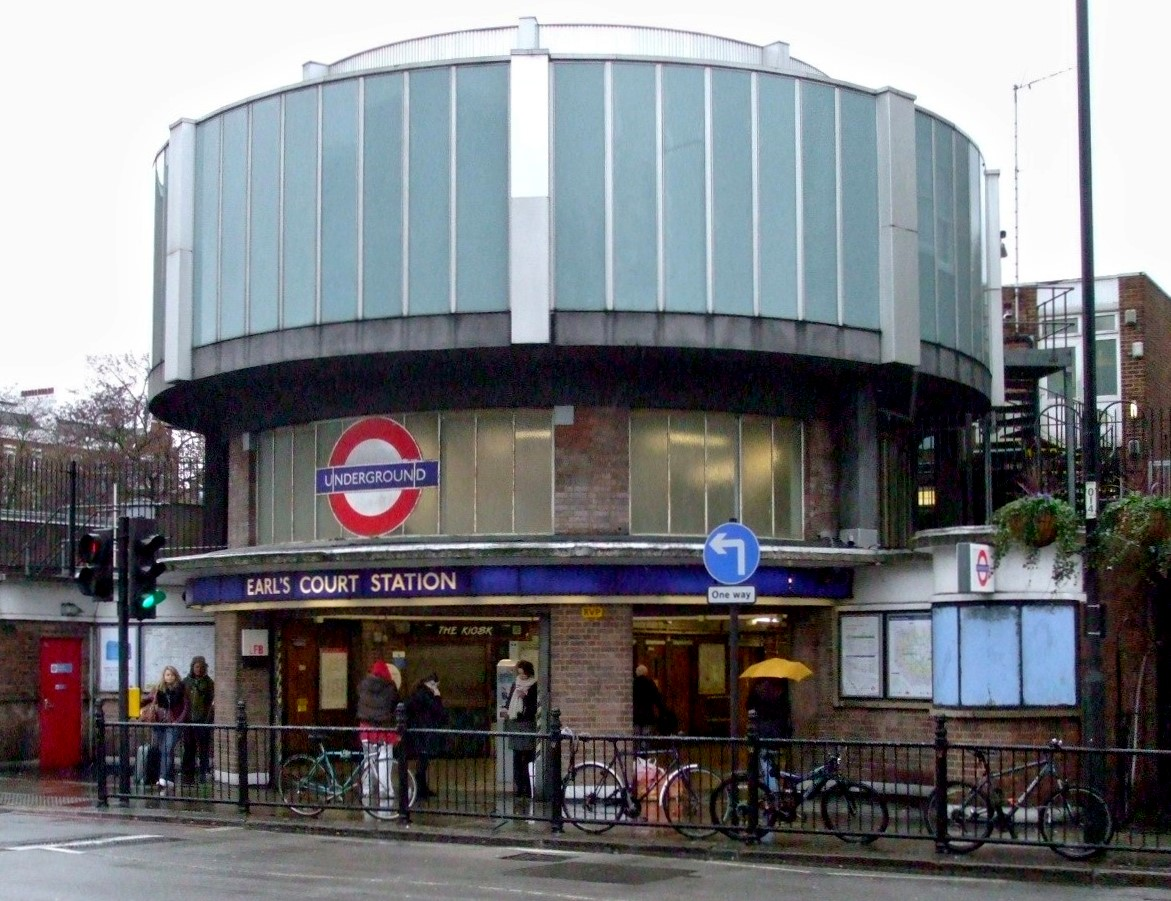
Earl’s Court Station, westlicher Eingang

Die Warwick Road wurde ab etwa 1822 als Moiety Road gebaut und in den folgenden Jahrzehnten nach und nach südwärts bis zur Old Brompton Road verlängert.
Zu nennenswerten Bauwerken im Verlauf der Straße gehören der Warwick Road Estate an der Broadwood Terrace, dem Chesterton Square und die zugehörigen Gebäude, die sich auf der östlichen Seite der Straße befinden und von der Pembroke Road in einen nördlichen und einen südlichen Block geteilt werden und durch eine Fußgängerbrücke verbunden werden. Der Komplex wurde von 1972 bis 1975 durch Mowlem nach einem Entwurf von Arup Associates erbaut. Pläne für einen Umbau oder Abriss haben Rufe nach einem Schutz als Listed Building ausgelöst, stattdessen wurde im Juli 2015 ein Certificate of Immunity ausgestellt, mit dem bescheinigt wurde, dass es bis zum 1. Juli 2020 keine Pläne gebe, den Gebäudekomplex unter Schutz zu stellen.
Gegenüber dem nördlichen Block des Warwick Road Estate befindet sich an der Ecke zur Beckford Close das postmoderne Warren House.
In der Nähe des südlichen Endes der Warwick Road befand sich der Haupteingang des 1935 bis 1937 erbauten Earls Court Exhibition Centre, das 2017 abgerissen wurde, um durch Apartmentgebäude und Geschäfte ersetzt zu werden. Gegenüber befindet sich die im Grade II gelistete Erweiterung der U-Bahn-Station Earl’s Court, eine Rotunde aus Backstein und Glas, mit einem in den 1970er Jahren hinzugefügten runden Atrium, das von Historic England als „ohne Wert“ beschrieben wurde.

## Verbrechen
Im Oktober 2017 wurde in seinem Haus am Shaftesbury Place ein LGBT-Aktivist erstochen. Sein Nachbar, ein ehemaliger uruguayischer Diplomat, gab später zu, ihn wegen lange bestehender Meinungsverschiedenheiten umgebracht zu haben und bekannte sich des Totschlags unter verminderter Zurechnungsfähigkeit schuldig.

## Belege
1. ↑  Open Street Map. Abgerufen am 24. Dezember 2019.
2. 1 2 3  The Edwardes estate: Warwick Road (north) and West Cromwell Road. In: Survey of London. Abgerufen am 24. Dezember 2019 (englisch).
3. ↑  Residents of ‘gardens in sky’ estate seek listed status to save. In: Evening Standard. 5. Februar 2015, abgerufen am 24. Dezember 2019 (englisch). Retrieved 21 October 2019.
4. ↑  Pembroke Road Depot and Housing including Chesterton Square and Broadwood Terrace. Historic England, abgerufen am 24. Dezember 2019 (englisch).
5. ↑  Christopher Hibbert, Ben Weinreb; John Keay; Julia Keay.: [[The London Encyclopaedia]]. 3. Auflage. Macmillan, London 2008, ISBN 978-0-230-73878-2, Warwick Road, S. 985 (englisch).
6. ↑  Carmichael, Sri: On the Bill: Earls Court Demolished To Make Way for 8,000 Flats. In: London Evening Standard. 22. Januar 2010, archiviert vom Original am 26. Januar 2012; abgerufen am 21. Oktober 2019 (englisch).
7. ↑  Earls Court Station [1358162]. In: National Heritage List for England. Historic England, abgerufen am 24. Dezember 2019 (englisch).
8. ↑  Two arrests after man found stabbed to death in Kensington home. In: Evening Standard. 1. November 2017 (englisch).
9. ↑  Diplomat Enrique Facelli admits stabbing LGBT campaigner to death. In: Evening Standard. 7. August 2018, abgerufen am 24. Dezember 2019 (englisch).